# Калциев пропионат
Калциевият пропионат (E282) e химическо съединение, с формула Ca(C2H5COO)2. Това е калциева сол на пропионовата киселина. Като химическа добавка е посочен с Е-номер 282 в Codex Alimentarius. Използва се като консервант. Функцията му е да предпази готовия продукт от плесени и мухъл.